# Pacific Rim 1997 (rugby a 15)
Il Pacific Rim 1997 fu la 2ª edizione del Pacific Rim Championship, istituito nel 1996 dall'allora International Rugby Board (oggi World Rugby, organo di governo del rugby a 15 a livello mondiale).
La 2ª edizione del 1997, venne vinta ancora dal Canada, che si affermò per il secondo anno consecutivo. Le nazionali di Hong Kong, Stati Uniti e Giappone, si piazzarono rispettivamente in seconda, terza e quarta posizione.

## Risultati
| Arbitro: | Don Reordan |

| |            | |
| Fredricks, Gordon (2), Krohn, Nabaro | mt         | Masuho, Tuidraki, Wada |
| Gordon (4) | tr         | Nagatomo |
| Gordon (3) | c.p.       | Nagatomo |
| 15 Vaughan Going 14 Chris Gordon 13 Riaz Fredricks 12 Wiremu Maunsell 11 Luke Nabaro 10 Nigel d'Acre 9 Warren Warner 8 Duane Davis 7 Paul Dingley 6 Jon Dingley 5 Stuart Krohn 4 Roger Patterson (c) 3 Dave Lewis 2 Alan Clark 1 Dean Herewini sostituti: 16 Isi Tu'ivai 17 Carl Murray 18 Niall McCarthy 19 Brent Edwards Non entrati : 20 Gary Cross 21 Steve Pengelly | Formazioni | 15 Kenichi Wada 14 Daisuke Ohata 13 Andrew McCormick 12 Yukio Motoki (c) 11 Pat Tuidraki 10 Ken Iwabuchi 9 Yogi Nagatomo 8 Robert Gordon 7 Takeomi Ito 6 Ko Izawa-Nakamura 5 Hiroyuki Tanuma 4 Isikeli Basiyalo 3 Kazu Hamabe 2 Masahiro Kunda 1 Keiji Mizobe sostituti: 16 Jun Oyamada 17 Terunori Masuho Non entrati : 18 Masami Horikoshi 19 Kazuya Koizumi 20 Kazuaki Takahashi |

| Arbitro: | Ross Mitchell |

| |            | |
| Charron, Hutchinson, Ross, Snow, Stanley (2), meta tecnica | mt         | Scharrenberg, meta tecnica |
| Rees (6) | tr         | Alexander |
| Rees (2) | c.p.       | |
| 15.Scott Stewart 14.Winston Stanley 13.Tom Woods 12.Steve Gray 11.Courtney Smith 10.Gareth Rees (cap.) 9.John Graf 8.Mike Schmid 7.John Hutchinson 6.Alan Charron 5.John Tait 4.Tony Healy 3.Rod Snow 2.Mark Cardinal 1.Eddie Evans sostituti: Bobby Ross Kevin Wirachowski Ian Gordon Rob Card Richard Bice | Formazioni | 15.Chris Morrow 14.Vaea Anitoni 13.Tini Saulala 12.Juan Grobler 11.Tomasi Takau 10.Matt Alexander 9.Andre Bachelet 8.Richard Tardits 7.Jay Wilkerson 6.Dan Lyle (cap.) 5.Rob Randell 4.Luke Gross 3.Mike Stanaway 2.Tom Billups 1.Chris Lippert sostituti: Mark Scharrenberg Chip Curtis Cliff Vogl Ray Lehner |

| Hong Kong 17 maggio 1997 | Hong Kong  | 46 – 9 | Stati Uniti | Aberdeen Sports Ground |
| J. Dingley, P. Dingley, Murray (2), Nabaro (2) mt Gordon (5) tr Gordon (2) c.p. Gordon (3) 15 Vaughan Going 14 Chris Gordon 13 Riaz Fredricks 12 Wiremu Maunsell 11 Luke Nabaro 10 Carl Murray 9 Warren Warner 8 Duane Davis 7 Paul Dingley 6 Jon Dingley 5 Stuart Krohn 4 Roger Patterson 3 Dean Herewini 2 Alan Clark 1 Dave Lewis Formazioni 15 Chris Morrow 14 Malakai Delai 13 Tomasi Takau 12 Mark Scharrenberg 11 Chip Curtis 10 Matt Alexander 9 Andre Bachelet 8 Dan Lyle (c) 7 Jay Wilkerson 6 Jon Holtzman 5 Cliff Vogl 4 Luke Gross 3 Mike Stanaway 2 Tom Billups 1 Chris Lippert sostituti: Sean Allen Kurt Shuman |            | |             |                        |
| |            | |             |                        |
| J. Dingley, P. Dingley, Murray (2), Nabaro (2) | mt         | |             |                        |
| Gordon (5) | tr         | |             |                        |
| Gordon (2) | c.p.       | Gordon (3) |             |                        |
| 15 Vaughan Going 14 Chris Gordon 13 Riaz Fredricks 12 Wiremu Maunsell 11 Luke Nabaro 10 Carl Murray 9 Warren Warner 8 Duane Davis 7 Paul Dingley 6 Jon Dingley 5 Stuart Krohn 4 Roger Patterson 3 Dean Herewini 2 Alan Clark 1 Dave Lewis | Formazioni | 15 Chris Morrow 14 Malakai Delai 13 Tomasi Takau 12 Mark Scharrenberg 11 Chip Curtis 10 Matt Alexander 9 Andre Bachelet 8 Dan Lyle (c) 7 Jay Wilkerson 6 Jon Holtzman 5 Cliff Vogl 4 Luke Gross 3 Mike Stanaway 2 Tom Billups 1 Chris Lippert sostituti: Sean Allen Kurt Shuman |             |                        |

| Arbitro: | Paul Haley |

| |            | |
| Ito, Masuho (2), Murata | mt         | Graf, Stanley, meta tecnica |
| Murata (3) | tr         | Ress (2) |
| Murata (2) | c.p.       | Ress (3) |
| | drop       | Ross |
| 15 Kiyoshi Imaizumi 14 Terunori Masuho 13 Andrew McCormick 12 Yukio Motoki (c) 11 Pat Tuidraki 10 Ken Iwabuchi 9 Wataru Murata 8 Robert Gordon 7 Takeomi Ito 6 Ko Izawa-Nakamura 5 Hiroyuki Tanuma 4 Yoshihiko Sakuraba 3 Kazu Hamabe 2 Masahiro Kunda 1 Keiji Mizobe sostituti: Daisuke Ohata | Formazioni | 15 Scott Stewart 14 Winston Stanley 13 Steve Gray 12 Tom Woods 11 C. Smythe 10 Gareth Rees (c) 9 John Graf 8 Colin McKenzie 7 John Hutchinson 6 Alan Charron 5 Ian Gordon 4 John Tait 3 Richard Bice 2 Adam Marshall 1 Eddie Evans sostituti: Rob Card Bobby Ross Brian Mosychuck |

| Hong Kong 24 maggio 1997                                             | Hong Kong | 27 – 35                 | Canada | Aberdeen Sports Ground |
| 4 mt Gray, McKenzie, Stanley 2 tr Ross 1 c.p. Ross (4) drop Ross (2) |           |                         |        |                        |
|                                                                      |           |                         |        |                        |
| 4                                                                    | mt        | Gray, McKenzie, Stanley |        |                        |
| 2                                                                    | tr        | Ross                    |        |                        |
| 1                                                                    | c.p.      | Ross (4)                |        |                        |
|                                                                      | drop      | Ross (2)                |        |                        |

| Arbitro: | Ross Mithcell |

|                    |      |                       |
| Imaizumi, Iwabuchi | mt   | Bachelet, Lyle, Takau |
| Murata             | tr   | Alexander             |
| Alexander          | c.p. |                       |

| Arbitro: | Josh Tameifuma |

|          |      |   |
| Stewart  | mt   | 1 |
|          | tr   | 1 |
| Rees (4) | c.p. | 3 |

| Arbitro: | Daniel Steele |

| |            | |
| Alexander, Anitoni, Bachelet, Grobler, Hightower (4), Scharrenberg | mt         | Gordon, Imaizumi, Murata, Sakata |
| Alexander (3) | tr         | Murata (3) |
| | c.p.       | Murata |
| 15 Maika Sika 14 Vaea Anitoni 13 Juan Grobler 12 Mark Scharrenberg 11 Brian Hightower 10 Matt Alexander 9 Andre Bachelet 8 Dan Lyle (c) 7 Mika McLeod 6 Jay Wilkerson 5 Luke Gross 4 Cliff Vogl 3 Bill LeClerc 2 Sean Allen 1 Chris Lippert sostituti: Ray Lehner Jason Walker Kurt Shuman | Formazioni | 15 Kiyoshi Imaizumi 14 Jun Oyamada 13 Andrew McCormick 12 Yukio Motoki 11 Kenichi Wada 10 Ken Iwabuchi 9 Wataru Murata 8 Takeomi Ito 7 Robert Gordon 6 Ko Izawa-Nakamura 5 Hiroyuki Tanuma 4 Yoshihiko Sakuraba 3 Kohei Oguchi 2 Masahiro Kunda 1 Kazu Hamabe sostituti: Isikeli Basiyalo Kazuya Koizumi Masaaki Sakata |

| Arbitro: | Ian Hyde-Lay |

| |            | |
| Alexander, Lyle | mt         | Fredricks, Murray |
| Alexander (2) | tr         | Gordon (2) |
| Alexander | c.p.       | |
| 15 Dan Kennedy 14 Brian Hightower 13 Tini Saulala 12 Mark Scharrenberg 11 Vaea Anitoni 10 Matt Alexander 9 Andre Bachelet 8 Dan Lyle (c) 7 Mika McLeod 6 Scott Yungling 5 Cliff Vogl 4 Luke Gross 3 Bill LeClerc 2 Tom Billups 1 Chris Lippert sostituti: Ray Lehner Jason Walker Tomasi Takau | Formazioni | 15 Nigel d'Acre 14 Chris Gordon 13 Riaz Fredricks 12 Wiremu Maunsell 11 Luke Nabaro 10 Carl Murray 9 Warren Warner 8 Jon Dingley 7 Brent Edwards 6 Paul Dingley 5 Stuart Krohn 4 Steve Pengelly 3 Dean Herewini 2 Alan Clark 1 Rob Grindlay sostituti: Niall McCarthy Roger Patterson Gary Cross Isi Tuivai |

| Arbitro: | Don Reordan |

| |            | |
| Bryan, James, Lougheed, Rees (2), Stewart | mt         | Iwabuchi, Izawa-Nakamura, Oto |
| Rees (3) | tr         | |
| Rees (2) | c.p.       | Iwabuchi |
| 15 Bobby Ross 14 Dave Lougheed 13 Scott Bryan 12 Steve Gray 11 Scott Stewart 10 Gareth Rees (c) 9 Chris Tynan 8 Mike Schmid 7 John Hutchinson 6 Alan Charron 5 Mike James 4 John Tait 3 Rod Snow 2 Kevin Morgan 1 Eddie Evans sostituti: Chris Whittaker Alan Tynan | Formazioni | 15 Kenichi Wada 14 Lopeti Oto 13 Andrew McCormick 12 Yukio Motoki (c) 11 Terunori Masuho 10 Ken Iwabuchi 9 Masami Horikoshi 8 Ko Izawa-Nakamura 7 Kazuya Koizumi 6 Hiroyuki Kajihara 5 Isikeli Basiyalo 4 Yoshihiko Sakuraba 3 Kohei Oguchi 2 Masaaki Sakata 1 Kazuaki Takahashi sostituti: Kazu Hamabe Keiji Mizobe Kenji Sato Kiyoshi Imaizumi Yogi Nagatomo |

| Arbitro: | Shinchi Iwashita |

| |            | |
| Saulala | mt         | Rees, Stanely |
| Alexander (2) | c.p.       | Rees, Ross (3) |
| 15 Chris Morrow 14 Vaea Anitoni 13 Tini Saulala 12 Mark Scharrenberg 11 Brian Hightower 10 Matt Alexander 9 Andre Bachelet 8 Dan Lyle (c) 7 Mika McLeod 6 Jay Wilkerson 5 Cliff Vogl 4 Luke Gross 3 Bill LeClerc 2 Sean Allen 1 Mike Stanaway sostituti: Ray Lehner Jason Walker | Formazioni | 15 Bobby Ross 14 Winston Stanley 13 Ron Toews 12 Scott Bryan 11 Scott Stewart 10 Gareth Rees (c) 9 John Graf 8 Mike Schmid 7 John Hutchinson 6 Alan Charron 5 John Tait 4 Mike James 3 Richard Bice 2 Mark Cardinal 1 Eddie Evans sostituti: Steve Gray |

| Arbitro: | Ian Hyde-Lay |

| |            | |
| Murata, Oto, Sakata | mt         | Dingley, Fredricks, Nabaro (2), Pengelly |
| Murata | tr         | Murray (5) |
| Murata (2) | c.p.       | Murray (2) |
| 15 Kenichi Wada 14 Lopeti Oto 13 Andrew McCormick 12 Yukio Motoki (c) 11 Terunori Masuho 10 Ken Iwabuchi 9 Wataru Murata 8 Ko Izawa-Nakamura 7 Hiroyuki Tanuma 6 Kazuya Koizumi 5 Isikeli Basiyalo 4 Yoshihiko Sakuraba 3 Kohei Oguchi 2 Masaaki Sakata 1 Kazuaki Takahashi sostituti: Shin Hasegawa Akira Yoshida | Formazioni | 15 Vaughan Going 14 Chris Gordon 13 Riaz Fredricks 12 Wiremu Maunsell 11 Luke Nabaro 10 Carl Murray 9 Warren Warner 8 Stuart Krohn 7 Brent Edwards 6 Paul Dingley 5 Steve Pengelly 4 Roger Patterson (c) 3 Dean Herewini 2 Alan Clark 1 Niall McCarthy sostituti: Gary Cross Richard Muik Ben Perrin Scott Cartwright Nigel d'Acre |

## Classifica
|    | Squadra     | G | V | N | P | P+  | P-  | P±  | PT |
| -- | ----------- | - | - | - | - | --- | --- | --- | -- |
| 1ª | Canada      | 6 | 5 | 0 | 1 | 200 | 116 | 84  | 10 |
| 2ª | Hong Kong   | 6 | 3 | 0 | 3 | 186 | 121 | 65  | 6  |
| 3ª | Stati Uniti | 6 | 3 | 0 | 3 | 120 | 176 | -56 | 6  |
| 4ª | Giappone    | 6 | 1 | 0 | 5 | 134 | 227 | -93 | 2  |